# 丹霞郷

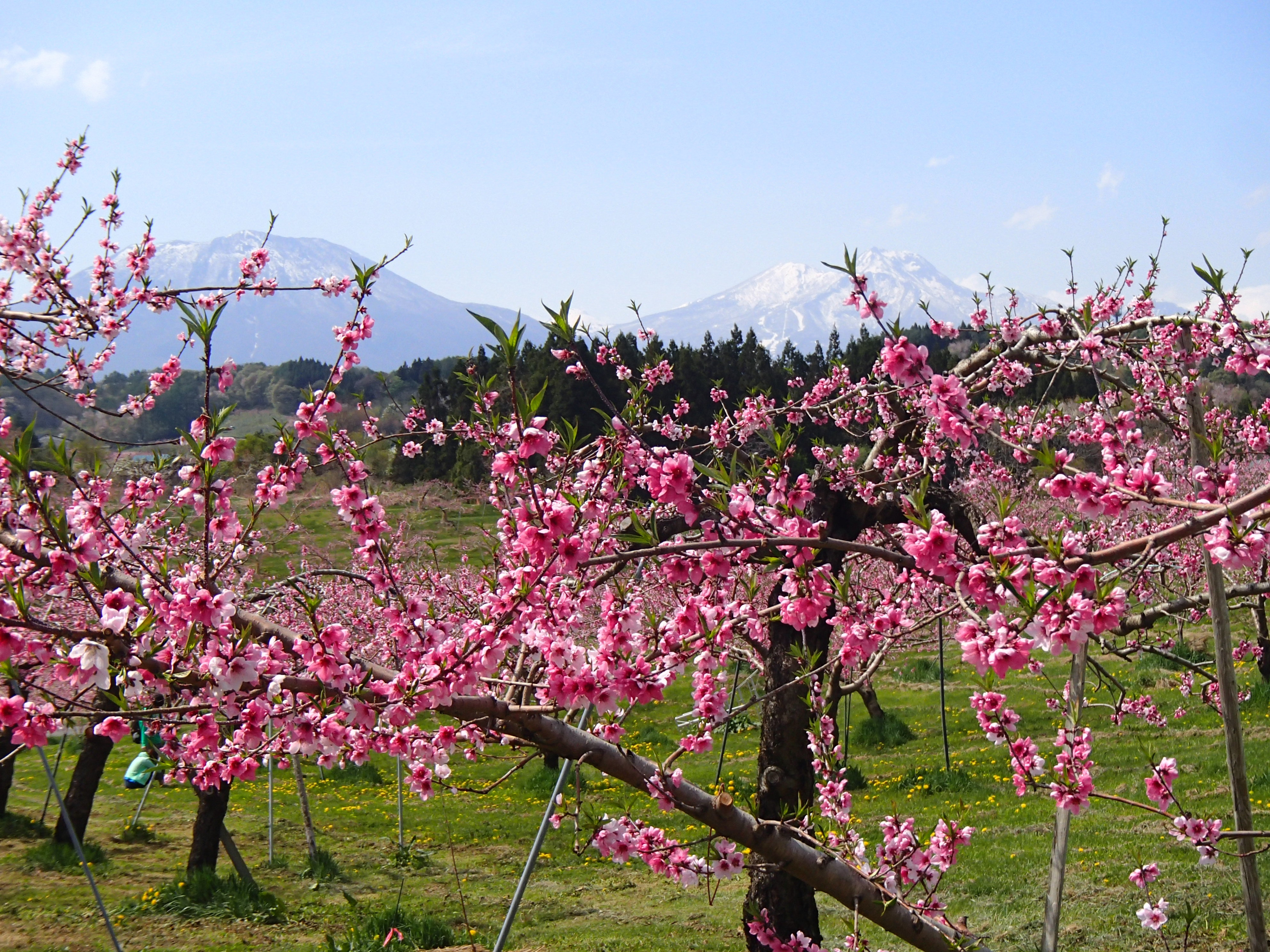
丹霞郷。奥に黒姫山と妙高山を望む。

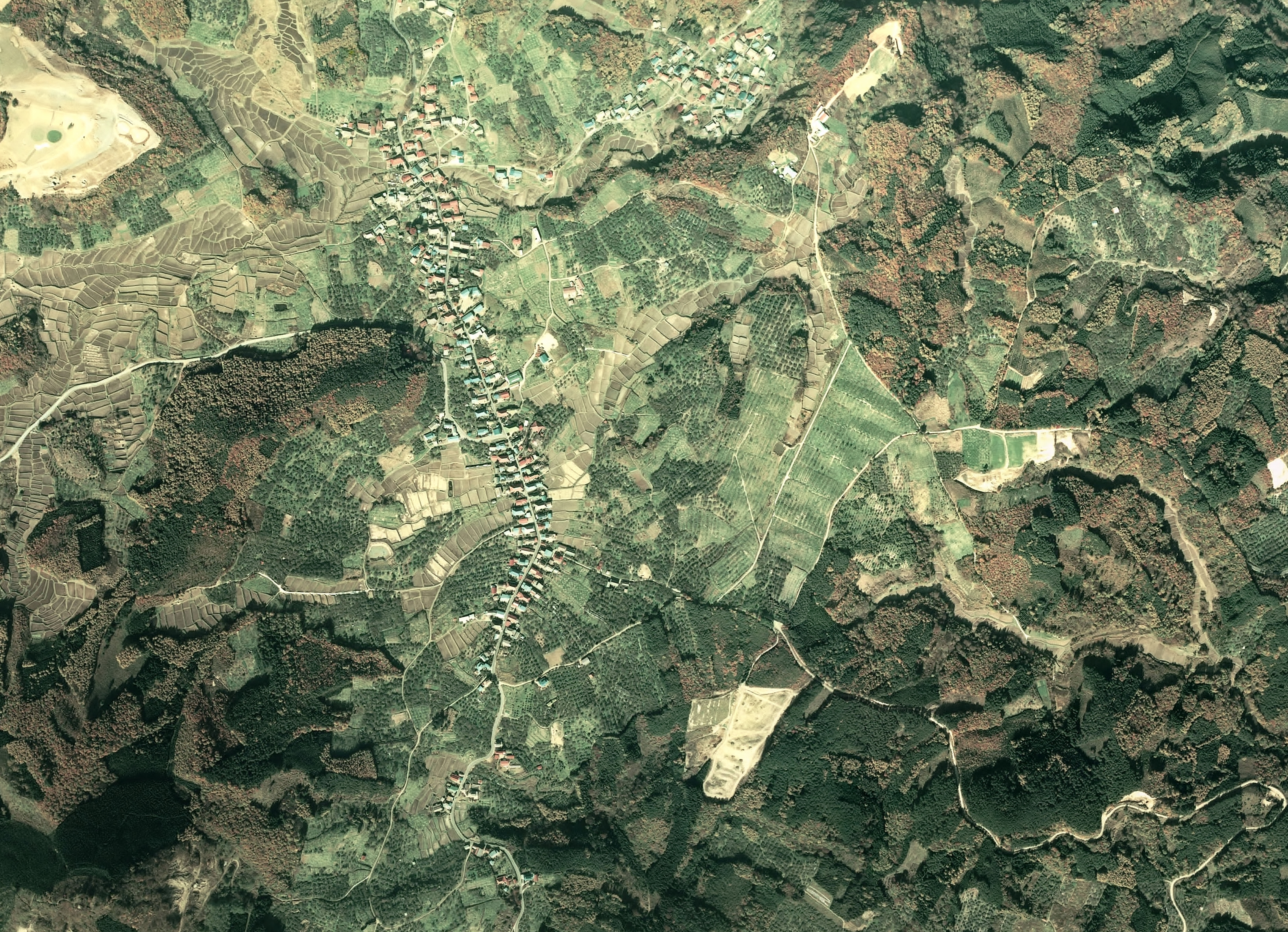
丹霞郷付近の空中写真。画像中央付近の畑地が丹霞郷。丘陵の広がる一帯に位置している様子が分かる。画像中央やや左側を南北に連なる家並みは北国街道 (信越)の平出地区。1976年撮影の2枚を合成作成。
。

丹霞郷（たんかきょう）は、長野県飯綱町の南部に位置する桃畑である。毎年5月の連休ごろ、地元住民主催により「丹霞郷花まつり」が開催される。

## 概要
1968年（昭和43年）に平出地区につくられた10haほどの桃専用果樹園に、約900本の桃の木がある。桃の花が一面に咲き、背景に北信五岳がそびえる様子は美しく、飯綱町の観光名所となっている。しかし、近年は果樹園での栽培農家が減り、桃は少なくなった。
丹霞郷の名前の由来は、1933年（昭和8年）春、桃の花の満開のころ、洋画家 岡田三郎助がこの地を訪れたところ、「まるで丹（あか）い霞がたなびいているようだ。」と言ったことから命名された。

## 歴史
- 1933年（昭和8年）春 - 豊野村商工会で町発展の一環として事業を計画し、長野市出身の国会議員田中弥助を介して、当時の帝展審査員 岡田三郎助のほか、和田三造・町田曲江・加藤静児ら一流の画家を招いて豊野近郷の名所を訪ね歩いた。たまたま平出地区の庚申塚古墳周辺を訪れ、桃の花の満開の様を桃源郷の風景にもなぞらえて描画された。この時、平出の前田盛之助園芸組合長が案内をして、丹霞郷と名づけてもらう。
- 1938年（昭和13年） - 田中弥助から和田三造画伯書の大額が平出神社に寄進される。
- 1968年（昭和43年） - それまで庚申塚古墳の南側周辺にあった丹霞郷が、この年の構造改善事業によって、東方の俗称十文字の山林9町歩を新たに桃畑として造成し加える。